# Esbjerg Sharks FC
Esbjerg Sharks FC er en dansk floorballklub fra Esbjerg stiftet i 1995. 
Klubbens damehold spillede i den bedste danske liga, men spiller pt i 1. Division, mens herrerholdet spiller i 2. division. Klubben har 130 medlemmer, der fordeler sig på ni hold.
Klubbens bedste resultat til dato var da damernes førstehold vandt pokalturneringen i 2007.